# Gemeiner Teichläufer
Der Gemeine Teichläufer (Hydrometra stagnorum), auch Wasserreiter oder Stelzfuß genannt, ist eine Wanze (Heteroptera) und gehört zur Familie der Teichläufer (Hydrometridae). Die Tiere führen eine amphibische Lebensweise und laufen auf dem Wasser in Uferbereichen oder auf Wasserpflanzen umher.

## Merkmale und Lebensweise
Der Gemeine Teichläufer erreicht Körperlängen zwischen 9 und 12,5 Millimeter. Die schwarzen oder braun-schwarzen Tiere sind im Körperbau stabförmig langgestreckt. Der Kopf ist vor den Facettenaugen fast doppelt solang wie dahinter. Die Beine sind im Vergleich zum Körper extrem lang und ermöglichen das Laufen auf der Wasseroberfläche. Die Fühler sind viergliedrig. Die Körperunterseite ist mit kleinen Härchen ausgestattet, so dass Wasser abperlen kann. Die meisten Individuen sind kurzflügelig (brachypter); langflügelige (makroptere) Formen sind selten, weshalb die Ausbreitungsfähigkeit der Art stark eingeschränkt ist. Im Gegensatz zu anderen Vertretern der Wasserläufer i. w. S. (Gerromorpha) können sich die Tiere jedoch recht gut laufend an Land fortbewegen und sogar größere Strecken zurücklegen. Die Tiere ernähren sich ausschließlich räuberisch von Insekten und anderen Gliederfüßern.

## Verbreitung und Lebensräume
Der Gemeine Teichläufer ist in ganz Europa, im Mittelmeergebiet und in Nordafrika verbreitet. Nach Osten reicht sein Areal bis in den Nahen Osten und Mittelasien. Die Tiere leben sowohl in seichten Uferbereichen kleiner Stillgewässer als auch auf schlammigem Boden im Schilfgürtel größerer Seen. Da die Art vergleichsweise anspruchslos ist, werden von ihr selbst fast vegetationsfreie Orte in Gewässernähe oder verbaute Ufer besiedelt.